# Vanessa Viola
Vanessa Viola (Roma, 19 ottobre 1978) è una modella, conduttrice televisiva e attrice italiana.

## Biografia
Debutta giovanissima nella trasmissione Non è la Rai, regia di Gianni Boncompagni, partecipando alle edizioni 1993-1994 e 1994-1995, in onda su Italia 1. Successivamente, oltre a lavorare come modella, sfilando a Roma e a Parigi, e come testimonial di varie campagne pubblicitarie, segue vari corsi di recitazione con Edoardo Sala.
Nel 1997 partecipa al film Cuori perduti, opera prima di Teresio Spalla, presentata alla Mostra di Venezia e uscita nelle sale nel luglio del 2003. Nel 1998 partecipa ad un episodio della serie tv di Italia 1, Professione fantasma, per la regia di Vittorio De Sisti, e debutta in teatro ne Il crogiuolo, dramma di Arthur Miller, nuovamente per la regia di Teresio Spalla.
Tra il 2003 e il 2004 gira alcuni cortometraggi: Silenzio, regia di Pao Pei Andreoli, I soliti idioti, regia di Nicola Barnaba, e L'esperimento, regia di Fabio Capalbo. Nello stesso tempo lavora come conduttrice televisiva in alcuni programmi di Rai 2: My compilation, Il paese delle meraviglie, in cui è co-conduttrice con Gianni Ippoliti, e Cani & gatti & altri amici. Nel 2005 torna a lavorare in teatro con lo spettacolo Lo scatolone, regia di Claudio Insegno.

### Vita privata
Si è sposata nel settembre del 2008. Nel 2010 ha avuto il primo figlio.

## Teatro
- Il crogiuolo di Arthur Miller, regia di Teresio Spalla (1998)
- Lo scatolone, regia di Claudio Insegno (2005)

## Filmografia

### Cinema

#### Cortometraggi
- Silenzio, regia di Pao Pei Andreoli (2003)
- I soliti idioti, regia di Nicola Barnaba (2003)
- L'esperimento, regia di Fabio Capalbo (2004)
- Cerca Bianca (2008)

#### Lungometraggi
- Cuori perduti, regia di Teresio Spalla (2003)
- Lake Dead , regia di George Bessudo (2007)

### Televisione

#### Programmi
- Non è la Rai, regia di Gianni Boncompagni (1993-1995)
- My compilation (2003-2004)
- Il paese delle meraviglie (2003-2004)
- Cani & gatti & altri amici (2004-2005)

#### Fiction
- Professione fantasma, regia di Vittorio De Sisti - Serie TV - 8º episodio (1998)
- Mitico - Serie TV (2006)

### Pubblicità
- Alice - Telecom Italia - TIM Tour (2002-2003)
- Lavazza - (2005-2006)